# جزایر حوار
جزایر حَوار مجموعه‌ای از جزیره‌های مسکونی از توابع کشور پادشاهی بحرین است که در جنوب خاوری جزایر اصلی بحرین واقع شده‌اند. این مجمع‌الجزایر شامل ۳۶ جزیره است که ۱۶ جزیره آن بزرگ‌تر از بقیه هستند. جمعیت این جزایر در سال ۲۰۰۱ برابر با ۳۸۷۵ نفر بود و مجموع مساحت جزایر حوار ۵۰٫۶ کیلومتر مربع است.
جزیره اصلی حوار، ۱۷ کیلومتر درازا و ۳ کیلومتر پهنا دارد. جزیره حوار دارای ذخیرهٔ گاز طبیعی است.
جزایر حوار واقع در خلیج بحرین در خلیج فارس و بخشی از استان جنوبیه بحرین هستند و یکی از نقاط دیدنی این کشور به‌شمار می‌آیند. این جزیره دارای مکان‌های آسایش و خواب و پذیرایی است. در این جزایر یک هتل ۴ ستاره، به اضافه ویلاهای متفرقه وجود دارد. همچنین مکان‌هایی برای غواصی و ماهی‌گیری نیز در نظر گرفته شده‌است.

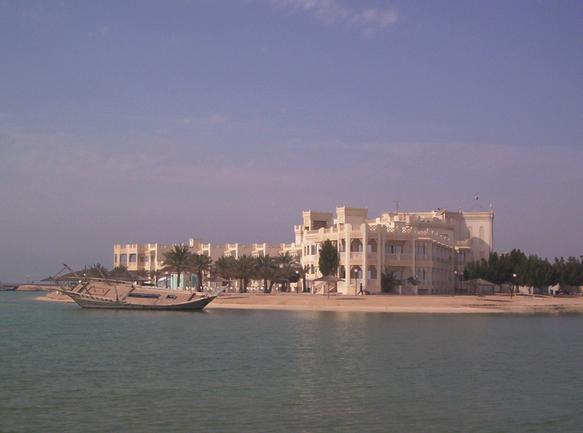
هتلی در حوار

فاصلهٔ حوار تا رأس‌البر در جنوبی‌ترین نقطه جزیره اصلی بحرین ۲۰ کیلومتر است و به وسیلهٔ قایق‌های تندرو گردشگران از بحرین به جزیره حوار می‌روند و مدت مسافرت از بندر بحرین تا جزیره ۴۵ دقیقه است. این جزیره مسکن اصلی قبیله دواسر بوده‌است.
نام حوار در عربی به معنی بچه شتر است و از این‌رو که ساکنان، جزایر حوار را مانند بچه‌شتری در برابر شتر مادر یعنی جزایر بحرین در نظر گرفته‌اند این نام به این گروه از جزیره‌ها داده شده‌است.
بزرگ‌ترین جزیره از این جزایر حوار نام دارد و بقیه جزایر بزرگ‌تر این مجمع‌الجزایر عبارتند از: رُبَض غربی، ربض شرقی، عُجَیره، الحاجیات، اَلمَحْزوره، جنان، ام جنی، بو سداد، الوکور، سواد شمالی، سواد جنوبی، بوتمر و ام خودره.

## پوشش گیاهی و پرندگان
گیلانشاه خالدار، قار ساحلی، هوبره و پرستوهای پشت‌سفید جزو مهمترین گونه‌های جانوری موجود در جزیره هستند.
همچنین می‌توان گفت که این جزیره یکی از با ارزش‌ترین و مهم‌ترین پناهگاه‌های حیات وحش پرندگان، لاک‌پشت‌های دریایی، ماهی‌ها و دلفین‌ها و جزء مناطق حفاظت شده کشور بحرین است.

## کشمکش سرزمینی
مجموعهٔ جزیره‌های حوار در نزیکی خاک کشور قطر واقع شده‌است و تنها یک کیلومتر از خاک کشور قطر فاصله دارند. چندین سال بر سر مالکیت این جزیره‌ها مناقشاتی بین دو کشور بحرین و قطر در جریان بوده‌است.
آل ثانی قبیله حاکم بر قطر مدعی است که منطقه حوار و جزایر هم‌گروه با آن به اشغال بحرین درآمده و در اصل متعلق به قطر و خاندان آل ثانی است. آل ثانی این‌گونه استدلال می‌کنند که این مناطق در فاصله بسیار کوتاهی از قطر قرار گرفته‌اند اما بیش از بیست کیلومتر از بحرین فاصله دارند.
آل خلیفه قبیله مسلط بر بحرین نیز مدعی است که در سده هجدهم پس از جنگ با ایرانی‌ها در ۱۷۸۲ و شکست ناصر المذکور حاکم بحرین و بوشهر، منطقه زباره در ساحل شمال غرب قطر را در حاکمیت خود گرفته و در آن مستقر شده بود و از این‌رو هم‌اینک نیز بر این منطقه ادعای سرزمینی دارد.
اختلافات دو خاندان حاکم در بحرین و قطر زمانی به اوج خود رسید که بالگردهای قطری در بهار ۱۹۸۶، کارگران ساختمانی مشغول به کار ساختن یک پست دیده‌بانی ساحلی در فشست و دبال در نزدیک ساحل قطر را ربوده و از آنجا دور ساختند. این کشمکش با میانجی‌گری عربستان به پایان رسید و بحرین با عقد یک پیمان ترک مخاصمه توافق کرد تأسیسات خود را از منطقه خارج کند.
اما هنگامی که قطر در سال ۱۹۹۱ مسئله اختلافات سرزمینی را به دیوان بین‌المللی لاهه ارجاع کرد، اختلافات به اوج خود رسید و هر دو مدعی شدند که نیروهای دریایی هر یک مانع کشتیرانی طرف مقابل در آب‌های مورد کشمکش شده‌اند. بر پایه رای داوری دیوان بین‌المللی دادگستری اختلافات مرزی طرفین در ۲۰۰۱ به پایان رسید. بحرین همچنان جزایر حوار و قطعه الجرده را در کنترل خود گرفت اما از ادعای خود بر جزیره جنان و زباره دست کشید. بر پایه این رای، قطر مناطق عمده‌ای از دریا و منابع آن را به دست آورد. قطر و بحرین به نشانه دوستی در پایان اختلاف بر سر زباره، برای ایجاد یک پل دوستی میان قطر و بحرین که زباره را به بحرین پیوند می‌دهد، به توافق رسیده‌اند.

## مجمع‌الجزایر حوار
در این گروه از جزایر، حوار بزرگترین جزیره است و بیش از ۴۱ کیلومتر مربع از ۵۴٫۵ کیلومتر مربع مساحت کل این جزایر را داراست. دیگر جزیره‌ها به ترتیب اندازه عبارتند از: سواد جنوبی، سواد شمالی، ربض شرقی، ربض غربی، و ام حَزوَره.
| نام        | به عربی       | مختصات                                                        | بیشینهٔ بلندا (به متر) | توضیحات |
| ---------- | ------------- | ------------------------------------------------------------- | --------------------- | --- |
| حوار       | جَزِیرَة حَوَار    | ۲۵°۳۹′۱۹″ شمالی ۵۰°۴۴′۵۸″ شرقی / ۲۵٫۶۵۵۲۸°شمالی ۵۰٫۷۴۹۴۴°شرقی | 22.0                  | درازای این جزیره ۱۸ کیلومتر و پهنای آن از ۵٫۲ تا ۰٫۹ کیلومتر متغیر است. دارای خط‌الراس ساحلی پیوسته در ساحل غربی، سنگ بستر شیب‌دار که از غرب به شرق بالا می‌رود. صخره‌ها و خلیج پیچیده‌ای که در ساحل شرقی قرار دارند و در جلوی آن‌ها شورستان و کوهچه‌ها، دارای سازندهای بادی، ساختارهای صخره‌ای آهکی و پهنه‌های جلبکی. |
| سواد جنوبی | سُوَاد اَلْجَنُوبِیَّة | ۲۵°۳۸′۳۳″ شمالی ۵۰°۴۷′۵۹″ شرقی / ۲۵٫۶۴۲۵۰°شمالی ۵۰٫۷۹۹۷۲°شرقی | 4.0                   | انباشته‌های ماسه و ریگ، زمین‌های پوشیده شده با نمک و مناطقی از سنگ‌های سطحی آشکار، صخره‌های ساحلی در شمال. سواحل شنی با گل و لای، سواحل کم‌عمق به سمت جنوب. میزبان یک زیستگاه بزرگ باکلان گلوسیاه است که بیش از ۱۰ درصد از جمعیت این پرنده در جهان را تشکیل می‌دهد.                                                 |
| سواد شمالی | سُوَاد اَلشَّمَالِیَّة | ۲۵°۴۰′۲۹″ شمالی ۵۰°۴۸′۳۶″ شرقی / ۲۵٫۶۷۴۷۲°شمالی ۵۰٫۸۱۰۰۰°شرقی | 3.0                   | سواد شمالی. انباشته‌های شن و ماسه، زمین‌های پوشیده شده با نمک، مناطقی از صخره‌های ساحلی، مناطق کم عمق به سمت جنوب و جنوب شرقی، شن‌های وزیده با باد، دارای شناگاه. |
| ربض شرقی   | رَبَض اَلشَّرْقِیَّة   | ۲۵°۴۵′۰۳″ شمالی ۵۰°۴۶′۵۴″ شرقی / ۲۵٫۷۵۰۸۳°شمالی ۵۰٫۷۸۱۶۷°شرقی | 0.8                   | انباشته‌های ماسه و قلوه‌سنگ، کفه‌های نمکی (شورستان) و هامون‌های پوشیده از نمک، سواحل طوفانی شمال و شمال شرق، پهنه‌های گلی، آب‌تَل‌ها و تالاب‌های کم‌ژرفا در جنوب و شرق. مناطق وسیعی از صخره‌ها و صخره‌های ساحلی. جزایر کنار صخره‌های ساحلی و جزایر پوشیده از گیاه. زیستگاه بزرگ قارهای ساحلی.                              |
| ربض غربی   | رَبَض اَلْغَرْبِیَّة   | ۲۵°۴۵′۰۷″ شمالی ۵۰°۴۵′۵۸″ شرقی / ۲۵٫۷۵۱۹۴°شمالی ۵۰٫۷۶۶۱۱°شرقی | 1.0                   | انباشته‌های ماسه و قلوه‌سنگ، شورستان‌ها و هامون‌های پوسته‌پوسته، ساحل طوفانی شمال و غرب، پهنه‌های گل و لای، آب‌تل‌ها و تالاب‌های کم‌ژرفا در جنوب و شرق. جزایر دورتر دارای صخره‌های ساحلی نمایان و جزیرک‌های پوشیده از گیاه. زیستگاه بزرگ قارهای ساحلی.                                                                    |
| ام حزوره   | أُم حَزوَره      | ۲۵°۳۹′۴۶″ شمالی ۵۰°۴۶′۲۸″ شرقی / ۲۵٫۶۶۲۷۸°شمالی ۵۰٫۷۷۴۴۴°شرقی | 12.5                  | صخره‌ای (لایه‌های نمایان)، صخره‌های زیرین، سواحل شنی یا قلوه‌سنگی کوچک، ایوان‌های دریایی مرتفع با تُفک‌های شنی در نمای جنوبی با تجمع شن و ماسه در پشت. هامون مرکزی باز با سنگ‌های حاشیه‌ای. |
| ام جنی     | أم جني        | ۲۵°۴۰′۳۱″ شمالی ۵۰°۴۷′۰۵″ شرقی / ۲۵٫۶۷۵۲۸°شمالی ۵۰٫۷۸۴۷۲°شرقی | 0.5                   | انباشته‌های شن و ماسه و قلوه‌سنگ با مناطقی از آب‌تل‌های کرانه‌ای و تالاب‌های کم‌ژرفا در پیرامون. |
| عجیره      | جَزِیرَة عَجِیرَة   | ۲۵°۴۴′۲۴″ شمالی ۵۰°۴۹′۲۴″ شرقی / ۲۵٫۷۴۰۰۰°شمالی ۵۰٫۸۲۳۳۳°شرقی | 7.0                   | صخره‌ای (لایه‌های نمایان)، تخته‌سنگ‌هایی با فرسودگی زیرین و مناطقی از صخره‌های ساحلی و آب‌سنگ. ایوان دریایی منفرد با شن و ماسه تُفک شنی در جنوب غرب و انباشته‌های قلوه‌سنگی در پشت. |
| بوسداد     | جُزُر بُو سَدَاد   | ۲۵°۳۷′۳۱″ شمالی ۵۰°۴۶′۳۷″ شرقی / ۲۵٫۶۲۵۲۸°شمالی ۵۰٫۷۷۶۹۴°شرقی | 2.0                   | انباشتگی شن و ماسه با مناطقی از صخره‌های ساحلی، آب‌تل‌ها و تالاب‌های کم‌ژرفا در پیرامون. سواحل طوفانی در نمای شمالی. جزایر دورتر - متنوع با ماسه گلی و جزایر صخره‌ای پوشیده از گیاه. |
| حجیات      | الحجیات       | ۲۵°۴۲′۰۰″ شمالی ۵۰°۴۸′۰۰″ شرقی / ۲۵٫۷۰۰۰۰°شمالی ۵۰٫۸۰۰۰۰°شرقی | 7.5                   | گروهی از سه جزیره. صخره‌ای (لایه‌های نمایان)، صخره‌های ایوان‌دار، سواحل کوچک شنی یا قلوه‌سنگی، آب‌سنگ. |
| وکور       | جُزُراَلْوُکُور     | ۲۵°۳۹′۱۳″ شمالی ۵۰°۴۸′۵۴″ شرقی / ۲۵٫۶۵۳۶۱°شمالی ۵۰٫۸۱۵۰۰°شرقی | 10.0                  | پشته‌های دریایی منفرد با سواحل قلوه‌سنگی با تالاب کم‌عمق در اطراف. |
| بو تمور    | بوتمور        | ۲۵°۳۷′۰۰″ شمالی ۵۰°۴۷′۰۰″ شرقی / ۲۵٫۶۱۶۶۷°شمالی ۵۰٫۷۸۳۳۳°شرقی | 1.5                   | سکوهای سنگی به شدت فسیل‌شده زیرفرسوده و منفرد. |

موارد زیر که بین حوار و جزایر بحرین واقع شده‌اند در حکم دیوان بین‌المللی دادگستری بخشی از جزایر حوار در نظر گرفته نشده‌اند. اما در مجمع‌الجزایر حوار گنجانده شده‌اند. با این حال دولت بحرین آن‌ها را در فرم ثبت‌نام برای برنامه میراث جهانی ۲۰۰۲ آن‌ها را به عنوان بخشی از مجمع‌الجزایر حوار درج کرده است. این جزیره‌ها از سوی قطر مورد مناقشه نیستند.
| نام   | به عربی     | مختصات                                                        | بیشینهٔ بلندا (به متر) | توضیحات |
| ----- | ----------- | ------------------------------------------------------------- | --------------------- | --- |
| مشتان | جَزِیرَة مَشْتَان | ۲۵°۴۸′۲۲″ شمالی ۵۰°۴۰′۵۴″ شرقی / ۲۵٫۸۰۶۱۱°شمالی ۵۰٫۶۸۱۶۷°شرقی |                       | شمالی‌ترین جزیره و نزدیک‌ترین جزیره به جزیره بحرین. فاصله کمابیش برابر بین آنجا و شمالی‌ترین جزایر حوار، یعنی ربض غربی. اگرچه به هنگام مد بسیار کوچک است، اما در جزر، مشتان بسیار بزرگتر است. |
| معترض | اَلْمُعْتَرِض     | ۲۵°۴۷′۱۲″ شمالی ۵۰°۴۲′۵۱″ شرقی / ۲۵٫۷۸۶۶۷°شمالی ۵۰٫۷۱۴۱۷°شرقی |                       | صخره‌ای مرجانی در جنوب شرقی مشتان. محل مشاهده بزرگترین فیل دریایی در منطقه. |
| بوثور | فَشْت بُو ثَوْر  | ۲۵°۴۸′۰۰″ شمالی ۵۰°۴۶′۰۰″ شرقی / ۲۵٫۸۰۰۰۰°شمالی ۵۰٫۷۶۶۶۷°شرقی |                       | یک صخره مرجانی کم‌ارتفاع به درازای تقریباً ۱۰۰ متر (۱۰۰ یارد). |

## جزیره جنان
جزیره جنان، جزیره کوچکی در جنوب جزیره حوار، نیز در حکم دادگاه بین‌المللی ۲۰۰۱ مورد توجه قرار گرفت. بر اساس توافق قبلی، زمانی که قطر و بحرین هر دو تحت حمایت بریتانیا بودند، جنان جدا از مجمع‌الجزایر حوار تشخیص داده شد و دادگاه آن را به‌طور جداگانه مورد بررسی قرار داد. این جزیره سپس به قطر واگذار شد.
| نام  | به عربی    | مختصات                                                        | بیشینهٔ بلندا (به متر) | توضیحات |
| ---- | ---------- | ------------------------------------------------------------- | --------------------- | --- |
| جنان | جَزِيرَة جَنَان | ۲۵°۳۳′۲۹″ شمالی ۵۰°۴۴′۰۶″ شرقی / ۲۵٫۵۵۸۰۶°شمالی ۵۰٫۷۳۵۰۰°شرقی |                       | جزیره‌ای کوچک (یا جزایر کوچک، اگر سربر آوردن حد جنان از آب به هنگام مد جداگانه حساب شود)، در ۱٫۶ مایل دریایی (۳٫۰ کیلومتر) جنوب جزیره حوار. ابعاد آن تقریباً ۷۰۰ متر در ۱۷۵ متر و مساحت کل آن در حدود ۰٫۱۱۵ کیلومتر مربع (۲۸ جریب) است. |